# Východní Krušnohoří
Východní Krušnohoří je evropsky významná lokalita v Krušných horách v Ústeckém kraji, která se táhne od Tisé až po Jirkov. Rozkládá se na zhruba 146 km² a zasahuje na území okresů Chomutov, Most, Teplice a Ústí nad Labem.

## Ochrana přírody
Součástí evropsky významné lokality je řada maloplošných chráněných území, mezi něž patří národní přírodní rezervace Jezerka, přírodní památky Buky na Bouřňáku, Cínovecký hřbet, Červený Hrádek, Domaslavické údolí, Drmaly, Hovězí skály, Lomské údolí, Pekelské údolí, Pod Lysou horou, přírodní rezervace Černá louka, Vlčí důl, část přírodní rezervace Točník – Kapucín a ptačí oblasti Labské pískovce a Východní Krušné hory. V oblasti se též nachází hned několik památných stromů, např. Žeberská lípa.
Ministerstvo životního prostředí pověřilo v srpnu 2022 Agenturu ochrany přírody a krajiny přípravou podkladů pro zvažované vyhlášení CHKO Krušné hory.

## Kácení bučin
Acidofilní a květnaté bučiny u Horního Jiřetína byly zařazeny do soustavy Natura 2000 jako součást evropsky významné lokality Východní Krušnohoří. V oblasti se vyskytuje celá řada vzácných rostlin a živočichů, mezi které patří ptáci sokol stěhovavý (Falco peregrinus), orel mořský (Haliaeetus albicilla), holub doupňák (Columba oenas) a jestřáb lesní (Astur gentilis) nebo brouci roháč obecný (Lucanus cervus), tesařík alpský (Rosalia alpina) či kovařík fialový (Limoniscus violaceus).[zdroj⁠?!] Navzdory tomu však probíhá na tomto území již řadu let těžba dřeva v nejstarších bukových porostech a výsadbou nepůvodních druhů dřevin je ohrožen celý místní ekosystém.[zdroj⁠?!]
Plánovanou těžbu v bučinách na podzim roku 2021 kritizovala organizace Greenpeace ČR. která podala rozsáhlý podnět České inspekci pro životní prostředí Výzvu k zajištění adekvátní ochrany lesů adresovali vědci Ministerstvu životní prostředí a Krajskému úřadu Ústeckého kraje. Vyhlášení bezzásahové území podpořilo více než 12 000 občanů, kteří podepsali petici za záchranu bučin.
Po zákonem stanovené lhůtě byla tak podepsána s vlastníkem lesa, společností I.H.Farm, smlouva o ochraně území, která vymezuje 200 hektarů lesa do tzv. bezzásahového území. Úřad Ústeckého kraje však ještě před platností této smlouvy (1. leden 2022) povolil těžební zásahy i v tomto budoucím bezzásahovém území, čímž mohl být narušen biotop a samotný předmět ochrany – více než sto let staré zachovalé buky. Společnost I.H.Farm byla navíc obviněna z protiprávního jednání, kterého se dopustila tím, že v evropsky významné lokalitě vysazovala bez povolení nepůvodní druh dřeviny (konkrétně douglasku tisolistou) a Česká inspekce pro životní prostředí udělila vlastníkovi za tento nezákonný postup napomenutí.
V červnu 2023 rozeslal státní podnik Lesy ČR dvaceti obcím informaci o žádosti o vydání zákazu vstupu na přibližně 1200 hektarů lesa. Podle jejich slov jim kraj zakázal provádět úmyslné těžby, porosty jsou přestárlé a Lesy ČR údajně nechtějí riskovat úraz některého z návštěvníků. Proti kácení starých lesů a za Krušnohorské bučiny demonstrovala Greenpeace také v listopadu 2023 před Ministerstvem zemědělství.
Česká televize o tomto postupu v roce 2023 natočila půlhodinový dokument v rámci investigativního bloku Nedej se.